# Itapipoca (tiểu vùng)
Itapipoca là một tiểu vùng thuộc bang Ceará, Brasil. Tiều vùng này có diện tích 3719 km², dân số năm 2007 là 171221 người.